# Joseph von Deym
Joseph Nepomuk Franz de Paula Graf von Deym Freiherr von Střítež, alias Joseph Müller (* 4. April 1752 in Wognitz; † 27. Januar 1804 in Prag) war ein böhmischer Standesherr, Kunst- und Musikmäzen, Wachsbildner und der Gründer der Kunstgalerie des Hofstatuarius Müller im eigenen Palais Deym in Wien.

## Leben
Joseph Nepomuk Franz de Paula Graf von Deym Freiherr von Střítež wurde 1752 als Sohn des Bernhard Wenzel Deym von Střítež (1704–1758) und der Maria Anna Malovec von Malovic (1715–1769) auf den Familiengütern im böhmischen Wognitz geboren.
1780, im Militärdienst stehend, tötete er im Duell einen Rivalen und musste Wien verlassen. Im Exil in Holland nahm er den Namen Joseph Müller an und schlug sich als Wachsbossierer und erfolgreicher Kunsthändler durch. Um 1790 kehrte er unter dem angenommenen Namen Joseph Müller nach Wien zurück und eröffnete eine öffentliche Kuriositätengalerie am Stock-im-Eisen-Platz N° 610. Im März 1791 eröffnete er in der Himmelpfortgasse im Haus des Herrn Gerl eine Gedächtnisstätte für den im Vorjahr verstorbenen General Laudon. Eigens für diese Ausstellung komponierte Mozart die Fantasie KV 594. Die Qualität der völlig lebensechten Wachsfiguren verschafften Joseph von Deym Aufträge aus dem Kaiserhaus und die Ernennung zum Hofstatuarius. 1793 fertigte er zusammen mit dem Bildhauer und Wachsbossierer Leonhard Posch (1750–1831) Wachsbildnisse der Kaiserfamilie an, die als Geschenk für die königliche Verwandtschaft in Neapel bestimmt waren. Zwischen 1793 und 1795 hielten sich Joseph von Deym alias Müller und Leonhard Posch in Neapel auf und fertigten Gegenstücke für das Wiener Kaiserhaus. Im Museo Borbonico in Neapel und Rom kopierte Joseph von Deym alte Meister und fertigte Abgüsse von bedeutenden Antiken, zu denen er aufgrund seiner guten Beziehungen zur Königin Maria Carolina den vielberedeten Zugang bekam. Zurückgekehrt nach Wien baute er ein erweitertes Wachsfiguren-, Kuriositäten- und Musikkabinett auf, das er 1797 in dem von Johann Nepomuk Amann beim Roten Turm erbauten Palais Deym einrichtete. Sie zeigte Plastiken von Georg Raphael Donner und Franz Xaver Messerschmidt, Abgüsse von Antiken und Originale, lebensgroße Wachsfiguren bedeutender Persönlichkeiten sowie mythologische teils erotische Arrangements, wobei Spieluhren und Spielautomaten eine multimediale Wirkung erzeugten. Eine lebensgroße Reiterplastik Franz II. war von Joseph von Deym selbst angefertigt worden. Die öffentliche Kunstgalerie des Hofstatuarius Müller ging nach Joseph Deyms Tod auf die Witwe über und blieb bis 1819 geöffnet. Danach wurde die Sammlung aufgelöst.
Joseph von Deym liebte die zeitgenössische Musik. Sein besonderes Interesse galt Wolfgang Amadeus Mozart und Ludwig van Beethoven. Mozart komponierte 1790 zwei Stücke für Deyms Musikautomaten, die Fantasien KV 594 und KV 608, sowie 1791 das Andante KV 616 für Orgelwalze, auch Flötenuhr genannt. Joseph Deym fertigte die verschollene wächserne Totenmaske Mozarts nach einem Gipsabdruck eigenhändig an.
Zu Beethoven ergab sich eine besondere Beziehung, da der Graf 1799 Beethovens Muse und Geliebte Gräfin Josephine Brunsvik de Korompa heiratete. Beethoven hatte auch nach der Eheschließung freien Zutritt in das Palais Deym, in dem er etliche Kompositionen uraufführte. Für Deym komponierte Beethoven Stücke für eine Spieluhr.
Aus der Ehe Joseph von Deyms mit Josephine Brunsvik entstammten vier Kinder. Am 27. Januar 1804 verstarb Joseph von Deym in Prag an einer Lungenentzündung.

## Die Wachsskulpturen Joseph von Deyms

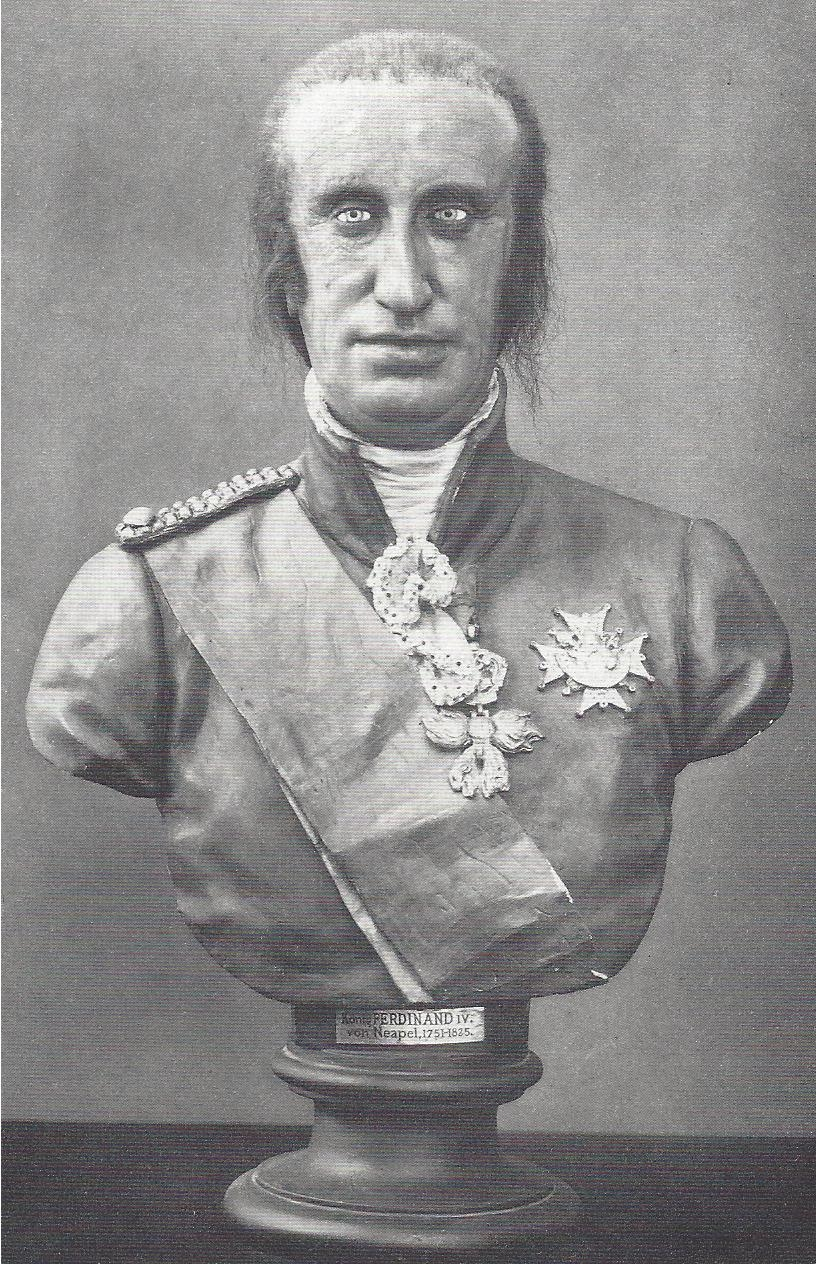
Joseph von Deym und Leonhard Posch: Porträtbüste Ferdinand IV., 1793

Im 18. Jahrhundert hatte die schon in der Antike geläufige und hochgeschätzte Kunst des Bossierens ihren Höhepunkt erreicht. Im 19. und noch mehr im 20. Jahrhundert wurde sie in die Panoptiken verdrängt und behielt nur noch in der Sonderform der medizinischen Moulage bis in die 1950er Jahre einen anerkannten Stellenwert. Joseph von Deym können den Quellen nach mehrere lebensgroße Großplastiken als eigenständige Arbeiten zugeordnet werden, unter denen die verschollene Reiterplastik Kaiser Franz II. ebenso wie die seit 1962 verschollene Wachsfigur des Generals Gideon Ernst von Laudon als Hauptwerke anzusehen sind. In der k.u.k. Familien-Fideikommißbibliothek in Wien erhielten sich frappierend lebensecht gestaltete Porträtbüsten von Ferdinand I. von Neapel und Kaiser Leopold II., die bereits Julius von Schlosser Joseph von Deym zuschrieb.
Schlosser verwies auf die künstlerisch hervorragende Ausführung, in dieser heute (1900) vom Bannfluch der Ästhetik getroffenen Technik. Da Joseph von Deym auf seiner Reise 1793 nach Neapel von Leonhard Posch begleitet wurde, kommt dieser als Mitautor in Frage. Die Porträtbüste Leopolds II. wurde 2002 umfassend restauriert.
Joseph von Deym fertigte auch wächserne Totenmasken nach Gipsabdrücken. Die bedeutendsten waren die Totenmasken Joseph II. und Wolfgang Amadeus Mozarts. Der Verbleib der Letzteren bleibt trotz jahrzehntelanger Spekulationen ungeklärt.